# Státní znak Argentiny
Státní znak Argentiny je tvořen modrobílým oválem, na kterém jsou spojené ruce, za nimi tyč s červenou frygickou čapkou. Ovál je lemován vavřínovým věncem, převázaným v dolní části modrou stuhou. Nad oválem (za věncem) je zlaté Slunce.
Spojené ruce jsou symbolem národní jednoty a bratrství, frygická čapka spolu se Sluncem jsou tradiční symboly svobody a vavřínový věnec symbolizuje vítězný boj za nezávislost země.

## Historie
9. července 1816 byla na kongresu v San Miguel de Tucumán vyhlášena nezávislost Spojených provincií Río de la Plata. Státní znak vycházel z kresby na pečeti použité ústavodárným shromážděním Spojených provincií Río de la Plata dne 13. března 1813. Znak byl tvořen modrobílým oválem, na kterém jsou spojené ruce, za nimi tyč s červenou frygickou čapkou. Ovál byl lemován vavřínovým věncem, nad ním bylo zlaté slunce.

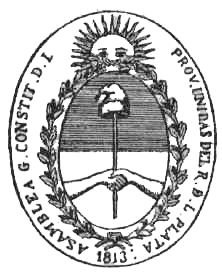
Pečeť z roku 1813

V roce 1826 se země přejmenovala na Argentinu. Státní znak byl naposledy stanoven dekretem č. 10.302 z 24. dubna 1944.

## Další použití znaku
Státní znak je vyobrazen na vlajkách argentinského prezidenta. Také znaky některých argentinských provincií vycházejí ze státního znaku. Argentinský státní znak byl vyobrazen na historických mincích a bankovkách, ale je i na současných (Argentinské peso).

Vlajka argentinského prezidenta Poměr stran: 1:1
Vlajka argentinského prezidenta na vodě Poměr stran: 2:3

## Znaky argentinských provincií

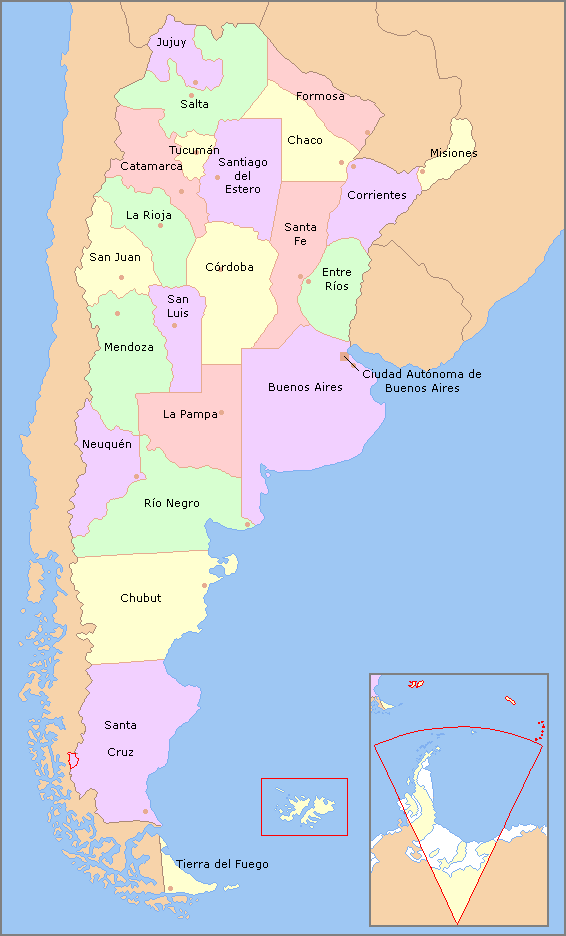
Argentinské provincie

Argentina je federativní stát, který se skládá z 23 provincií a jednoho federálního distriktu - hlavního města Buenos Aires. Všechny části užívají kromě svých vlajek i své znaky, které často vycházejí ze znaku státního.

Buenos Aires
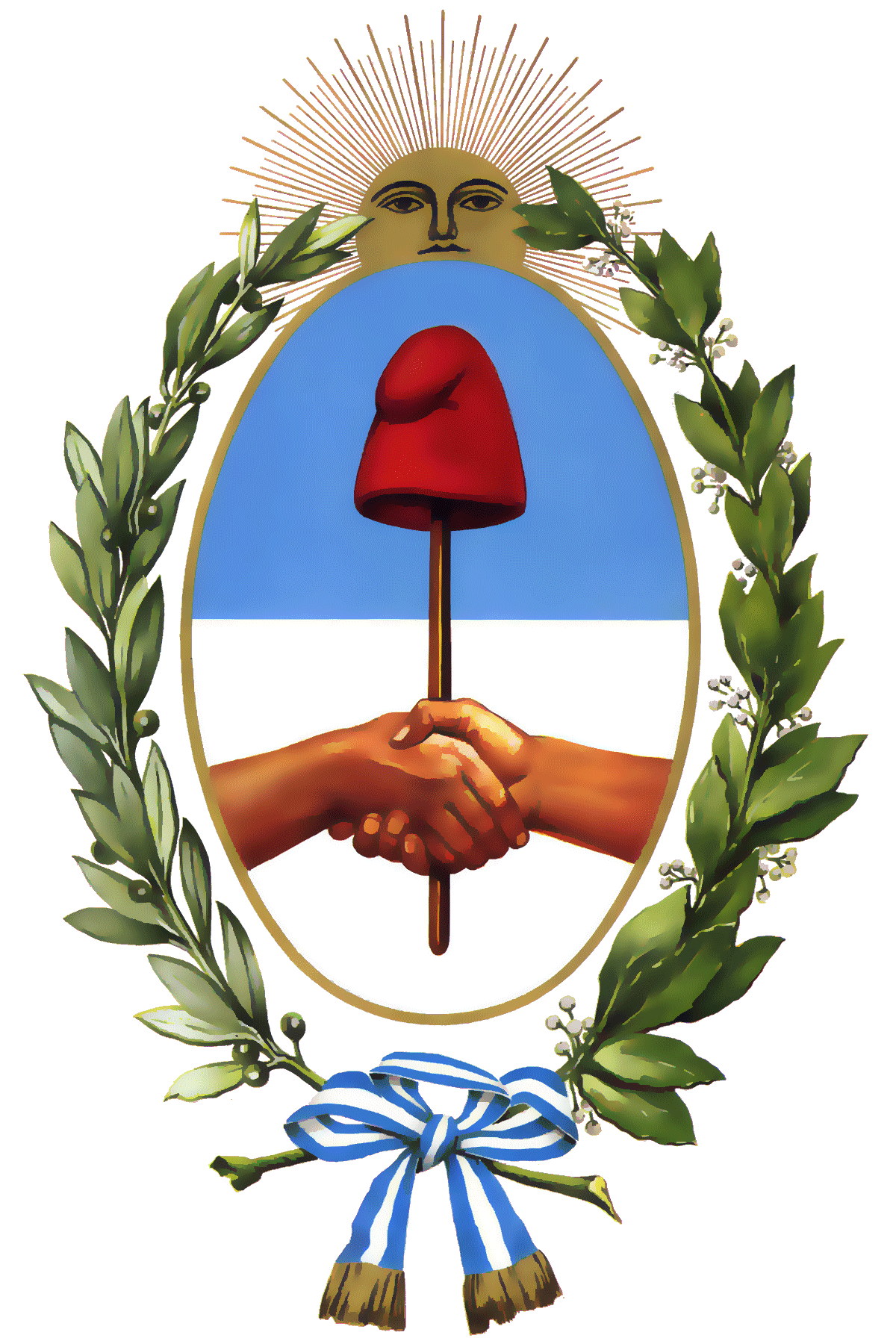
Provincie Buenos Aires
Catamarca
Córdoba
Corrientes
Entre Ríos
Formosa
Chaco
Chubut
Jujuy
La Pampa
La Rioja
Mendoza
Misiones
Neuquén
Río Negro
Salta
San Juan
San Luis
Santa Cruz
Santa Fe
Santiago del Estero
Tierra del Fuego
Tucumán